# MTV Trip
MTV Trip è stato un reality show con Luca e Paolo prodotto da MTV Italia.
I due conduttori andavano in giro per l'Europa alla guida di una Fiat 130 targata Bologna con allestimento autofunebre chiacchierando e creando parodie, sketch e filmati divertenti del paese in cui alloggiavano.
Dopo quattro stagioni, lo show fu cancellato e limitato ad una fascia ristretta di soli 10 minuti che andava in onda più volte durante il giorno.
Grazie a Paramount Comedy è stato possibile rivedere il meglio del programma.
Il 1º luglio 2013, a distanza di più di 10 anni dall'ultima puntata, alcuni degli episodi dello show vengono caricati nell'archivio web di MTV On Demand.